# Sant Joan Baptista de Castissent
Sant Joan Baptista de Castissent és una església romànica de Tremp (Pallars Jussà) inclosa a l'Inventari del Patrimoni Arquitectònic de Catalunya. En concret, està situada al poble de Castissent, de l'antic terme municipal Fígols de Tremp, integrat actualment en el de Tremp, de la comarca del Pallars Jussà.

## Descripció

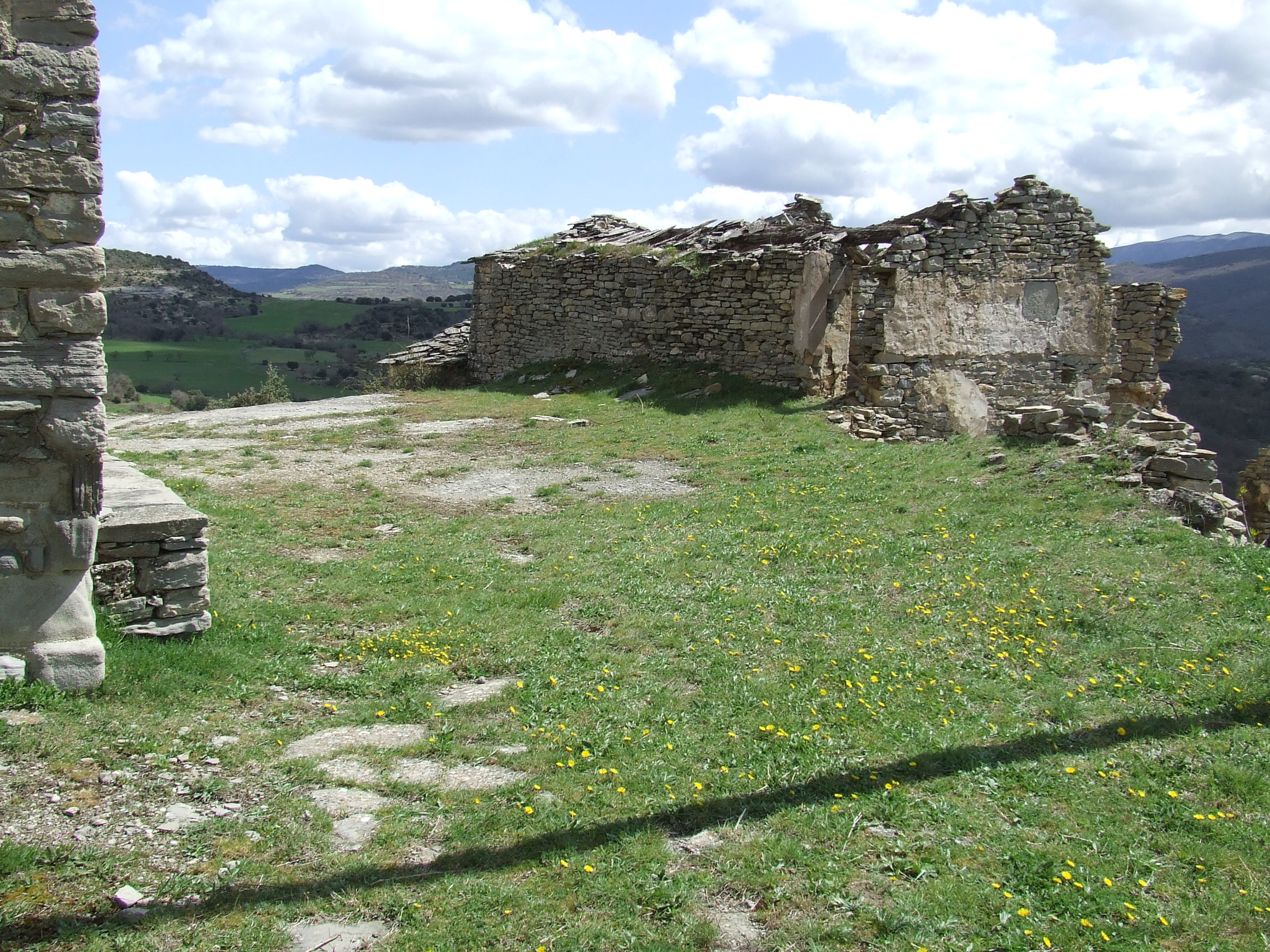
Espai que devia ocupar l'església romànica; al fons, a la dreta, les poques restes que queden de la rectoria

L'església de Sant Joan Baptista està ubicada damunt un turonet al nucli de Castissent.
El temple consta d'una sola nau amb capelles annexes i un campanar de planta quadrangular amb quatre finestres d'arc de mig punt, parcialment tapiades i coberta de quatre vessants.
El paredat, generalment és de carreus irregulars, excepte en les cantoneres que són més regulars i de majors dimensions.
L'església compta també amb un edifici annex, una abadia de tres naus, tot i que una de les quals es troba totalment enderrocada.

## Història
Durant el període romànic es té constància d'una església de Sant Joan, tot i que desapareguda. Les esglésies de Castissent foren donades el 1099 quan Ramon VI i Valença, comtes pallaresos en fan donació al monestir de Lavaix.
L'església de Sant Joan Baptista va ser construïda l'any 1928, data que es troba reblonada en la porta metàl·lica del temple, reforma que li atorgà la fesomia actual.